# Alexander Shelley
Alexander Shelley, nome alla nascita Alexander Gordon Shelley (Londra, 8 ottobre 1979), è un direttore d'orchestra britannico, vincitore di un premio Echo.
Attualmente è direttore musicale della National Arts Center Orchestra di Ottawa, nonché direttore principale associato della Royal Philharmonic Orchestra (RPO). Shelley è stato il vincitore unanime della Competizione dei Direttori di Leeds del 2005. Dal 2009 al 2017 è stato Direttore principale dell'Orchestra Sinfonica di Norimberga. È anche direttore artistico dell'ECHO della Deutsche Kammerphilharmonie di Brema e Deutsche Gründerpreis vincendo il Zukunftslabor.

## Biografia
Figlio dei pianisti Howard Shelley OBE e Hilary Macnamara, Shelley imparò il piano da sua madre e il violoncello da sua nonna. Nel 1992 vinse una borsa di studio musicale per la Westminster School dalla Hall School di Hampstead. Studiò violoncello con Timothy Hugh, Steven Doane e Johannes Goritzki rispettivamente al Royal College of Music e alla Robert Schumann Hochschule di Düsseldorf. Le lezioni di perfezionamento con Mstislav Leopol'dovič Rostropovič, János Starker e Aldo Parisot lo portarono in Francia, Italia e Nord America. È stato membro dell'Orchestra mondiale per la pace durante la tournée del 2003 con Valerij Abisalovič Gergiev. Studiò direzione d'orchestra con il professor Thomas Gabrisch a Düsseldorf e lavorò a stretto contatto con Yan Pascal Tortelier come direttore d'orchestra, tra l'altro con la National Youth Orchestra of Great Britain.

## Inizio della carriera
Nel 2001, mentre ancora studiava a Düsseldorf, fondò la Schumann Camerata, un'orchestra da camera con la quale successivamente eseguì oltre 80 concerti, tra cui una tournée della Russia, con esibizioni a Mosca, Kazan, Simbirsk, Samara, Saratov, Volgograd e Astrachan. Nel 2005 vinse il primo premio nel Leeds Conductors Competition del 2005, con la stampa che lo definì "il direttore giovane più eccitante e dotato di questo prestigioso premio. La sua tecnica di direzione è immacolata, tutto chiaro e uno strumento per la sua musicalità innata." Nello stesso anno Shelley concepì il progetto 440 Hz, una serie di concerti che coinvolgevano importanti personaggi della televisione e della scena tedesca, per attirare i giovani adulti nelle sale da concerto. Tra gli artisti ospiti ci furono Konrad Beikircher, Gotz Alsmann&Band, Die Wise Guys, Blank & Jones, BASTA, Ensemble Six, Miki, Curse, Reen, Mellow Mark, Ono, Chima, Marlies Petersen e Ralf Bauer.
Nel 2009 Shelley diventò direttore artistico del progetto Zukunftslabor della Deutsche Kammerphilharmonie Bremen con il quale vinse il premio Echo Klassik 2012 nella categoria Youth Engagement.

## Orchestra Sinfonica di Norimberga
Nel settembre 2009 Shelley fu nominato il più giovane direttore principale dell'Orchestra Sinfonica di Norimberga, con un contratto iniziale di quattro anni. Nel 2011 il suo contratto fu esteso fino al 2017.
Durante il suo incarico l'orchestra aumentò notevolmente le sue tournée internazionali, viaggiando in Cina, Italia, Repubblica Ceca e Austria. Le registrazioni dal vivo delle loro esibizioni al Musikverein di Vienna e alla Smetana Hall di Praga sono state pubblicate sull'etichetta Colosseum Records.
Per nove anni consecutivi Shelley ha diretto e presentato i concerti di Klassik Open Air di Norimberga, i più grandi concerti di musica classica europei, esibendosi in un pubblico combinato di oltre 500.000 persone. Il suo ultimo concerto vide la partecipazione di oltre 80.000 persone.
Concluse il suo incarico a Norimberga alla fine della stagione 2016-2017.
Il primo album di Shelley per la Deutsche Grammophon, con Daniel Hope e l'Orchestra Filarmonica Reale di Stoccolma, fu pubblicato a settembre 2014. Il secondo album di Shelley per la Deutsche Grammophon, una registrazione di Pierino e il lupo con la National Youth Orchestra tedesca, fu premiato nel 2016 con Echo Klassik.

## Royal Philharmonic Orchestra
Nel gennaio 2015, dopo diversi anni di collaborazioni come direttore ospite, l'RPO ha nominato Shelley suo principale conduttore associato, curando una serie annuale nella Cadogan Hall di Londra, oltre a fare tournée a livello nazionale e internazionale con l'orchestra.
Shelley si è concentrato su una varietà di temi nella sua programmazione Cadogan Hall, tra cui:
Stagione 2015/2016: Parigi a New York, che celebra la grande varietà di stili e influenze sulla produzione musicale transatlantica degli anni '20 e '30. Stagione 2016/2017: Symphonic Soundscapes, che esplora la musica di Sibelius e Prokofiev nel 100º anniversario della Rivoluzione d'ottobre. Stagione 2017/2018: Myths and Fairytales, che ha presentato i numerosi spartiti che hanno tratto ispirazione dalla letteratura dei miti e delle fiabe. Stagione 2018/2019: Seeking New Horizons, una serie di concerti che esaminano l'influenza dell'immigrazione sulla musica degli ultimi 150 anni.

## National Arts Center Orchestra
Nell'ottobre 2013 la National Arts Center Orchestra annunciò la nomina di Shelley come il suo più giovane direttore musicale, succedendo a Pinchas Zukerman a partire dalla stagione 2015-2016, con un contratto iniziale di 4 anni. Tra i grandi progetti creativi dall'inizio del suo mandato ci sono stati l'incarico di Life Reflected, un'esplorazione multimediale della vita di quattro donne canadesi (Rita Joe, Roberta Bondar, Alice Munro e Amanda Todd) e ENCOUNT3RS, un insieme di tre nuovi balletti in collaborazione con il National Ballet of Canada, il Ballet BC e l'Alberta Ballet Company. I sette nuovi lavori musicali che Shelley e la NAC Orchestra commissionarono per questi progetti furono registrati sull'etichetta Analekta rispettivamente nel 2016 e nel 2017.
Nel 2017 Shelley e la NAC Orchestra hanno intrapreso una tournée campestre in Canada per celebrare il 150º anniversario della confederazione.
Nell'estate del 2018 è stato annunciato che la NACO si sarebbe recata in Europa per una lunga tournée in celebrazione del 50º anniversario dell'orchestra. La tournée, nel maggio 2019, comprenderà concerti sinfonici e il progetto di punta Life Reflected a Londra, Parigi, Utrecht, Stoccolma, Copenaghen e Göteborg. Saranno presentati i solisti canadesi Jan Lisiecki, James Ehnes, Erin Wall e David D Q Lee.
Nel settembre 2018 il National Arts Center ha annunciato un'estensione di quattro anni del contratto di Shelley, fino al 31 agosto 2023.

## Direttore ospite
Shelley appare come direttore ospite in 5 continenti. Oltre alla sua posizione a Ottawa e Londra, le collaborazioni regolari comprendono Deutsches Symphonie-Orchester Berlin, Konzerthausorchester Berlin, Leipzig Gewandhaus Orchestra, Orchestra Filarmonica Reale di Stoccolma, Orchestra Sinfonica di Göteborg, Melbourne Symphony Orchestra, New Zealand Symphony Orchestra, Orchestra Filarmonica di Hong Kong, Orchestra Filarmonica della Malaysia, Orquesta Sinfónica Simón Bolívar and more recently Orquestra Sinfônica do Estado de São Paulo.
Shelley ha una stretta relazione con la National Youth Orchestra della Germania (Bundejugendorchester), avendoli guidati in due tour separati della Germania. Nel novembre 2018 l'orchestra si è seduta accanto alla National Arts Center Orchestra per un'esibizione del War Requiem di Benjamin Britten, in commemorazione del 100º anniversario della fine della prima guerra mondiale. Nell'estate del 2019, Shelley dirigerà il Bundesjugendorchester in una tournée in Germania e in Africa.

## Opera lirica
Il debutto professionale di Shelley nella direzione dell'opera lirica è stato alla Royal Danish Opera nel 2008, dirigendo una produzione de La vedova allegra. Da allora ha diretto le produzioni di Romeo e Giulietta di Gounod (Royal Danish Opera), Così fan tutte di Mozart (Opéra national de Montpellier) e Le nozze di Figaro (Opera North), La bohème (Opera Lyra) e Louis Riel (Canadian Opera Company/Centro Nazionale delle Arti).

## Vita privata e filantropia
Shelley e sua moglie Zoe, personal trainer e modella fitness, si sono sposati nel luglio 2011 a St Paul's Church, a Knightsbridge. Hanno un figlio, Sasha Felix Shelley, nato ad Ottawa il 25 agosto 2018.
Shelley è l'Ambasciatore di Dance4Life per la Germania e patrono di House meets Charity e. V Insieme ad Angela Hewitt, lui è uno dei due Ambasciatori OrKidstra.

## Discografia
- 2010 Orchestra Sinfonica di Norimberga Live in Prag (Orchestra Sinfonica di Norimberga e Oliver Triendl su Colosseum Records)
- 2011 Orchestra Sinfonica di Norimberga Live in Wien (Orchestra Sinfonica di Norimberga su Colosseum Records)
- 2014 Escape to Paradise (Orchestra Filarmonica Reale di Stoccolma e Daniel Hope su Deutsche Grammophon)
- 2015 Brahms Violin Concerto/ Double Concerto (Orchestra Sinfonica di Norimberga, Eric Schumann, Mark Schumann su Berlin Classics); Peter and the Wolf in Hollywood (Bundesjugendorchester, Alice Cooper on Deutsche Grammophon) (ECHO Klassik 2016)
- 2017 Life Reflected (National Arts Center Orchestra su Analekta); Encount3rs (National Arts Center Orchestra su Analekta)
- 2018 New Worlds (National Arts Center Orchestra su Analekta)